# Archocentrus

Archocentrus  — це невеликий рід цихлових з країн Центральної Америки.
Рід налічує 3 видів Раніше налічував 7 видів, які наразі входять до родів Cryptoheros та Amatitlania.

## Види
- Archocentrus centrarchus (Gill 1877)
- Archocentrus multispinosus (Günther 1867)
- Archocentrus spinosissimus (Vaillant & Pellegrin 1902)

### Переглянуті (старі) назви
Свого часу до роду Archocentrus належали види, що перенесені до інших родів цихлід.
- Archocentrus spilurus див. Cryptoheros spilurus (Günther 1862)